# 대한민국 제16대 대통령 선거 충청북도
이 문서는 대한민국 제16대 대통령 선거의 충청북도 지역 개표 결과이다.

## 개표 결과

### 청주시 상당구
|  | 46.98% |

|  | 46.90% |

|  | 5.43% |

|  | 0.38% |

|  | 0.18% |

|  | 0.10% |

### 청주시 흥덕구
|  | 48.76% |

|  | 44.33% |

|  | 6.34% |

|  | 0.28% |

|  | 0.17% |

|  | 0.09% |

### 충주시
|  | 51.21% |

|  | 42.89% |

|  | 4.94% |

|  | 0.44% |

|  | 0.37% |

|  | 0.12% |

### 제천시
|  | 48.04% |

|  | 45.12% |

|  | 5.88% |

|  | 0.41% |

|  | 0.39% |

|  | 0.13% |

### 단양군
|  | 46.41% |

|  | 46.19% |

|  | 6.01% |

|  | 0.62% |

|  | 0.60% |

|  | 0.14% |

### 청원군
|  | 54.96% |

|  | 38.47% |

|  | 5.52% |

|  | 0.50% |

|  | 0.37% |

|  | 0.14% |

### 영동군
|  | 47.76% |

|  | 45.34% |

|  | 5.82% |

|  | 0.47% |

|  | 0.46% |

|  | 0.11% |

### 보은군
|  | 57.32% |

|  | 35.82% |

|  | 5.28% |

|  | 0.72% |

|  | 0.68% |

|  | 0.16% |

### 옥천군
|  | 58.57% |

|  | 34.09% |

|  | 5.74% |

|  | 0.69% |

|  | 0.65% |

|  | 0.23% |

### 음성군
|  | 53.73% |

|  | 39.26% |

|  | 5.82% |

|  | 0.53% |

|  | 0.44% |

|  | 0.18% |

### 진천군
|  | 56.28% |

|  | 35.78% |

|  | 6.83% |

|  | 0.50% |

|  | 0.45% |

|  | 0.12% |

### 괴산군
|  | 52.88% |

|  | 39.96% |

|  | 5.67% |

|  | 0.68% |

|  | 0.61% |

|  | 0.17% |

## 전체 결과
|  | 50.41% |

|  | 42.89% |

|  | 5.75% |

|  | 0.44% |

|  | 0.35% |

|  | 0.13% |

새천년민주당 노무현 후보가 과반이 넘는 50.41%의 득표율을 기록하면서 충청북도에서 승리를 거두었다. 민주당계 정당으로써는 지난 대선에 이어서 충청북도에서 2연승을 기록하였다.
한나라당 이회창 후보는 42.89%의 득표율을 기록하면서 2위를 차지했다. 지난 대선에 비해 10%p 이상 상승한 득표율을 기록했지만 노무현 후보와 7%p 이상의 큰 격차를 보이고 말았다.
민주노동당 권영길 후보는 득표율 5.75%를 기록하면서 3위에 자리했다.

### 주요 후보 결과
| 지역          | 이회창 | 이회창 | 노무현 | 노무현 | 권영길 | 권영길 |
| 지역          | 득표수 | 득표율 | 득표수 | 득표율 | 득표수 | 득표율 |
| ------------- | ------ | ------ | ------ | ------ | ------ | ------ |
| 청주시 상당구 | 52,010 | 46.90% | 52,100 | 46.98% | 6,021  | 5.43%  |
| 청주시 흥덕구 | 72,771 | 44.33% | 80,044 | 48.76% | 10,411 | 6.34%  |
| 충주시        | 44,164 | 42.89% | 52,722 | 51.21% | 5,090  | 4.94%  |
| 제천시        | 34,051 | 48.04% | 31,980 | 45.12% | 4,167  | 5.88%  |
| 단양군        | 9,097  | 46.19% | 9,140  | 46.41% | 1,184  | 6.01%  |
| 청원군        | 23,891 | 38.47% | 34,130 | 54.96% | 3,432  | 5.52%  |
| 영동군        | 13,787 | 45.34% | 14,523 | 47.76% | 1,772  | 5.82%  |
| 보은군        | 8,060  | 35.82% | 12,897 | 57.32% | 1,188  | 5.28%  |
| 옥천군        | 10,834 | 34.09% | 18,612 | 58.57% | 1,825  | 5.74%  |
| 음성군        | 16,665 | 39.26% | 22,804 | 53.73% | 2,473  | 5.82%  |
| 진천군        | 10,583 | 35.78% | 16,645 | 56.28% | 2,020  | 6.83%  |
| 괴산군        | 15,131 | 39.96% | 20,026 | 52.88% | 2,148  | 5.67%  |

새천년민주당 노무현 후보가 제천시를 제외한 충청북도 내 전 지역에서 승리를 거두었다. 노무현 후보는 최대 도시인 청주시의 두 일반구와 단양군에서는 5% 이내의 접전 끝에 승리를 거두었지만 나머지 지역에는 과반 이상의 득표율을 기록하면서 넉넉하게 승리를 거두었다.
한나라당 이회창 후보는 제천시에서 승리했다. 다만 승리한 제천시에서도 3% 이내의 적은 차이로 승리를 차지하였다. 이외에 청주시 상당구, 흥덕구, 충주시 등 지역에서 40% 이상의 득표율을 기록했다.
민주노동당 권영길 후보는 충주시를 제외한 전 지역에서 5% 이상의 득표율을 기록했다. 특히 진천군에서는 6.83%의 득표율을 올리면서 가장 높은 득표율을 기록했다.

## 같이 보기
- 대한민국 제16대 대통령 선거